# فرنسيس روبرتس
فرنسيس روبرتس (20 مايو 1882 في الهند - 8 فبراير 1916 في بلجيكا) (بالإنجليزية: Francis Roberts)‏ هو لاعب كريكت بريطاني.

## وصلات خارجية
- فرنسيس روبرتس على موقع إي آس بي آن كريك إنفو (الإنجليزية)